# Ulf Lundell
Ulf Lundell (Estocolmo, 20 de novembro de 1949) é um cantor de rock, compositor, escritor e artista sueco.

É também autor dos romances Jack (1976) e Saknaden (1992).

## Álbuns
- 1975 - Vargmåne
- 1982 - Kär och galen
- 2002 - Män utan kvinnor

## Canções famosas
- 1982 - "Öppna landskap"

## Prémios e distinções
- 1979 – Rockbjörnen (em português Urso do Rock) para a melhor artista sueco do ano e para o melhor álbum sueco do ano
- 1980 – Rockbjörnen (em português Urso do Rock) para o melhor artista sueco do ano
- 1982 – Rockbjörnen (em português Urso do Rock) para a melhor artista sueco do ano e para o melhor álbum sueco do ano